# 手撕雞

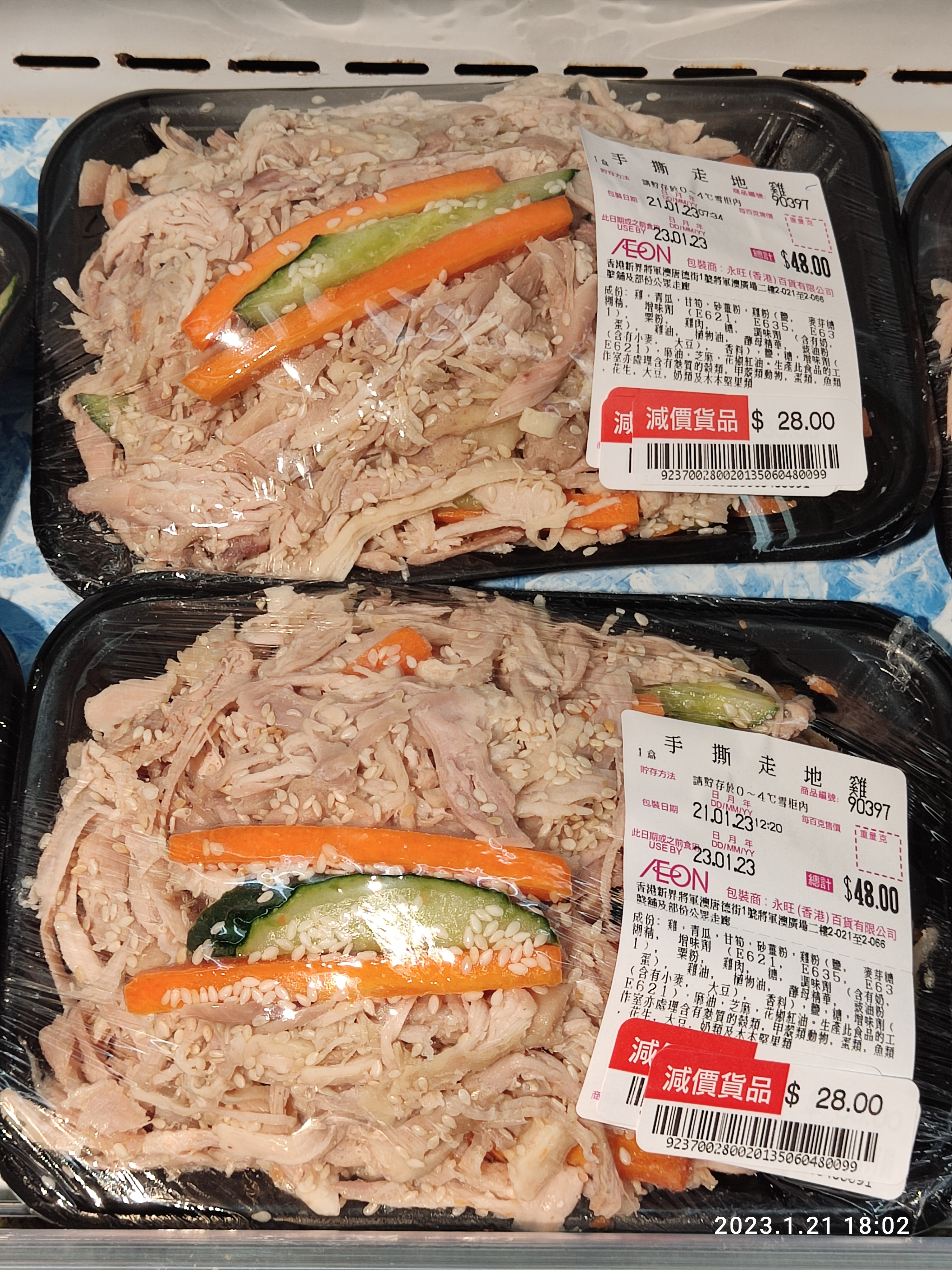
超級市場出售的包裝手撕雞

手撕雞是一種雞肉菜式，通常作為一種涼拌菜，常見於夏季炎熱的廣東，在全年如夏的東南亞如泰國，也有類似的菜式。手撕雞是將雞用熱水浸熟或蒸熟，再冷卻或放涼，然後使用手把雞撕開，並把雞肉撕成肉絲。
手撕雞通常會與配料及醬汁拌勻後食用，可被視為雞肉沙律的一種，配料及醬汁因地區而異，廣東通常使用芝麻油、芝麻醬並撒上芝麻，泰式則使用魚露並配以青瓜。
製作手撕雞需要注意衛生，應使用清潔的手及戴上沒有受污染的手套，手撕雞不可長時間放在室溫，不論在家自製或從食店購得的手撕雞，都應盡快食用。

## 外部連接
维基共享资源上的相關多媒體資源：手撕雞